# Мозел (департман)
Мозел (фр. Moselle) департман је у североисточној Француској. Припада региону Алзас-Шампања-Ардени-Лорена, а главни град департмана (префектура) је Мец. Департман Мозел је означен редним бројем 57. Његова површина износи 6.216 км². По подацима из 2010. године у департману Мозел је живело 1.045.066 становника, а густина насељености је износила 168 становника по км².
Овај департман је административно подељен на:
- 9 округа
- 65 кантона и
- 730 општина.

## Демографија
| 1999.     | 2011.     |
| --------- | --------- |
| 1.023.447 | 1.045.146 |